# Gentleman
Gentleman er en betegnelse for en mand med dannelse og taktfuld fremtræden. Han færdes i pæne selskaber og er som regel velklædt. De fleste gentlemen er velhavende. En gentleman har fornemmelse for, hvad der bør siges uden at fornærme, såre eller støde andre.

## Proprietærer
Tidligere var gentlemen en betegnelse for en gruppe lavadelige godsejere. Gentlemen svarede stort set til proprietærerne i Danmark. I rang stod de efter baronets, riddere og væbnere. Socialt set var de bedre stillet end selvejerbønderne (Yeoman).

## Andet
Begrebet gentleman er kendt siden 1300-tallet. I det følgende århundrede fik begrebet en fastere form.  
Gennem tiderne har der været mange definitioner af gentleman. En af den er, at han er af god familie, har en høj rang og er så velhavende, at han ikke behøver at arbejde for at leve et behageligt liv.